# Eunidia exigua
Eunidia exigua là một loài bọ cánh cứng trong họ Cerambycidae.